# 1985 en Palestine
Chronologie de la Palestine
- 1981
- 1982
- 1983
- 1984
- 1985
- 1986
- 1987
- 1988
- 1989

Cette page concerne les événements survenus en 1985 en Palestine :

## Événements
- 25 septembre : Trois civils israéliens sont assassinés sur leur yacht au large de la côte chypriote, à Larnaca. L'opération est revendiquée Force 17 de l'Organisation de libération de la Palestine.
- 1er octobre : En représailles, Israël lance l'opération Jambe de bois : une opération de bombardement par l'armée de l'air israélienne du quartier général de l'Organisation de libération de la Palestine (OLP) à Hammam Chott en Tunisie.